# Thismia yorkensis
Thismia yorkensis là một loài thực vật có hoa trong họ Burmanniaceae. Loài này được Cribb miêu tả khoa học đầu tiên năm 1995.